# Zlatá brána (Split)
Zlatá brána (chorvatsky Zlatna vrata, italsky Porta aurea) je městská brána ve Splitu v Chorvatsku. Je největší a po Železné bráně druhou nejzachovalejší ze čtyř městských bran vedoucích do Diokleciánova paláce v historickém jádru přístavního města. Brána byla v dobách antiky hlavním vstupem do paláce a postavena byla se ve střední části jeho severní zdi. V římských dobách vedla od paláce a Zlaté brány cesta na sever k hlavnímu městu římské provincie Dalmácie, Saloně.
Brána byla postavena s dvojitými dveřmi dle zvyklostí římských vojenských staveb. Dříve se po jejích obou stranách nacházely dvě osmiboké strážní věže. Do jedné z nich byl později vestavěn kostel sv. Martina. Samotná brána je nyní vysoká 4,50 metru. Její výška činila původně 6,50 m, ale od doby výstavby se snížila v důsledku přirozeného zvýšení úrovně terénů různými nánosy, které se časem nahromadily před severní stěnou bývalého paláce.
Zlatá brána je zdobena výklenky, kde původně byly umístěny čtyři sochy zobrazující tetrarchy. Ve dvou výklencích nad nimi se pravděpodobně nacházely sochy Diokleciána a Maximiána a mezi nimi zpodobnění orla symbolizujícího božstvo Jupitera.
V římských dobách se brána nazývala Porta septemtrionalis (Severní brána) a ve středověku jednodušeji Porta Romae (Římská brána). Současný název brány se začal používat v období benátské vlády nad Splitem.